# Campeonato Sul-Americano de Futebol de 1922
O Campeonato Sul-Americano de Futebol de 1922 foi a sexta edição da competição. Participaram da disputa cinco seleções: Argentina, Brasil, Chile, Paraguai e Uruguai. A sede foi no Brasil e os jogos ocorreram em turno único, como Brasil e Paraguai acabaram empatados no turno único, houve a necessidade de um jogo desempate. A Seleção Brasileira foi a campeã. O artilheiro da competição foi Juan "El Monito" Francia, da Argentina.

## Brasil no Sul-Americano
Para celebrar o primeiro Centenário de sua Independência, o Brasil solicitou a organização da Copa América na CONMEBOL e foi prontamente atendido. No Rio de Janeiro, no Estádio das Laranjeiras — mesmo palco do torneio de 1919 — a Seleção Brasileira não decepcionou e ficou com o título sul-americano, o segundo de sua história, novamente como anfitrião. Sem o astro Arthur Friedenreich, na partida final, o Brasil é liderado por três campeões de 1919: Amílcar Barbuy, Neco e Heitor Domingues. 
A competição, que pela primeira vez na história teve a participação de cinco países, contou com o inédito triplo empate na primeira colocação, entre Brasil, Uruguai e Paraguai. Os uruguaios, em protesto contra a arbitragem, acabaram desistindo da competição, deixando então o caminho livre para Brasil e Paraguai decidirem o título. No jogo extra, vitória da Seleção Brasileira por 3 a 0. A Argentina, sem poder contar com jogadores dos principais clubes, como River Plate, Independiente, Racing e San Lorenzo, teve um fraco desempenho, bem diferente da edição anterior, quando conquistou o título pela primeira vez.

### Jogos
O primeiro jogo deste campeonato foi no dia 17 de Setembro com 30.000 torcedores empurrando a Seleção Brasileira contra o Chile, até então na história do Campeonato Sul-americano, a pior equipe de todas, ficando em último lugar em todas as vezes que participou. Mas o resultado foi 0 a 0. Além do empate, o Brasil ainda perdeu dois jogadores machucados.
O Uruguai fazia a sua parte e vencia o Chile em 23 de Setembro com 12.000 pessoas acompanhando o jogo na arquibancada das Laranjeiras. O resultado de 2 a 0 conquistado ainda no primeiro tempo dava a liderança ao Uruguai na competição. Heguy aos 10 minutos e Urdinarán de pênalti aos 19 marcaram para os uruguaios.
No dia seguinte, o Brasil voltava a campo para mais uma desastrosa partida. O empate em 1 a 1 com o Paraguai, desanimava os 25.000 torcedores que compareceram ao estádio. O Paraguai saiu na frente com Rivas aos 14 do primeiro tempo e o Brasil só empatou aos 26 do segundo tempo, tamanha a dificuldade devido aos desfalques do primeiro jogo.
Para deixar tudo sem definição, a Argentina fazia o seu primeiro jogo e vencia o Chile por 4 a 0 em 28 de Setembro com apenas 2.500 espectadores. Com a goleada, a Argentina se juntava ao Uruguai e ao Brasil na liderança, todos com 2 pontos. Mas o Brasil tinha um jogo a mais.
Em primeiro de Outubro a Seleção Brasileira fazia seu terceiro jogo e também seu terceiro empate. 0 a 0 contra o Uruguai, que mantinham a liderança agora com 3 pontos cada. Até agora, o Brasil marcou apenas um gol. Mas Brasil e Uruguai teriam a companhia de Paraguai 4 dias depois. O Paraguai, assim como o Uruguai somava 3 pontos em apenas dois jogos, após vencer o eliminado Chile por 3 a 0 em 5 de Outubro, com apenas 1.000 pessoas presentes. Vale lembrar, que a Argentina até agora, desfalcada de diversos jogadores dos principais clubes, como River Plate, Independiente, Racing e San Lorenzo, tinha feito apenas um jogo e estava com 2 pontos.
E o segundo jogo argentino foi uma derrota para os uruguaios por 1 a 0 em 8 de Outubro com gol de Buffoni aos 43 do primeiro tempo. O juiz foi Pedro Santos do Brasil. O resultado dava ao Uruguai, enorme vantagem de 2 pontos na liderança. Mas mesmo assim, Brasil, Paraguai e Argentina ainda tinham chances de vencer a competição. É a primeira vez que faltando apenas dois jogos para o fim da competição, 4 seleções podiam ser campeãs.
Mas em 12 de Outubro, o Paraguai derrotou a Seleção do Uruguai por 1 a 0. Este jogo garantiu que o Brasil ainda tivesse chances de ser campeão, pois bastava um empate para o Uruguai eliminar o Brasil e uma vitória para ser campeão. Mas aqui começa um problema que até hoje existe no Brasil. O árbitro era o brasileiro Pedro Santos. A Seleção do Uruguai reclamava muito após a partida dos erros do árbitro.
Em 15 de Outubro, o Brasil vence a Argentina por 2 a 0 com 25.000 pessoas no estádio. Este resultado levava o Brasil à 5 pontos, a mesma pontuação que o Uruguai e o Paraguai. Mas o Paraguai ainda tinha um jogo para fazer. Brasil e Uruguai, que já tinha sido prejudicado pela arbitragem, já haviam feito todos os seus jogos e torceriam para que o Paraguai perdesse o seu último jogo.
E no dia 18 de Outubro, não bastasse as confusões do árbitro brasileiro no jogo Paraguai e Uruguai, um novo árbitro brasileiro apitava Argentina e Paraguai. O árbitro Henrique Vignal do Brasil teve participação direta no resultado, tanto que o Paraguai resolveu sair de campo aos 34 minutos do segundo tempo em protesto contra o pênalti marcado pelo juiz. Apenas o goleiro Denis ficou em campo, mas não conseguiu evitar o segundo gol argentino.

## A imprensa e a Seleção Brasileira
Falar em Seleção Brasileira com a ideia de que dela fizessem parte jogadores que efetivamente representassem o Brasil foi uma tarefa difícil, uma vez que os estatutos da CBD excluíam os analfabetos, que de acordo com o Censo de 1920, eram 65% da população brasileira [6]. Junto a esse dado, vale ressaltar que, a despeito da organização do campeonato de seleções estaduais, a seleção de 1922 contou apenas com jogadores de São Paulo e da cidade do Rio de Janeiro, como era de costume. Da equipe que disputou a final do torneio contra o Paraguai, sete jogadores eram de equipes paulistas e quatro eram de equipes cariocas..
No entanto, de uma maneira geral, a imprensa saudou os esforços por parte dos dirigentes da CBD e da “Comissão Desportiva do Centenário” em fazer reunir “um conjunto que representasse dignamente o sport nacional” através do campeonato de seleções estaduais, “proporcionando os seus resultados sorpreendente opportunidade para que se constatasse o progresso sportivo de outros Estados” (“Domingo Sportivo”. O Imparcial, Rio de Janeiro, 14 de agosto de 1922, p. 1).
No dia seguinte à final, em 23 de outubro, os periódicos exultavam o feito do selecionado brasileiro e alimentavam o discurso de comemorações feitas pelo povo, dando destaque ao alcance verdadeiramente nacional do feito. O Imparcial, logo em sua primeira página destacava: “Todo o Brasil rejubila a estas horas com a merecida victória alcançada hontem [...]”. O Jornal descrevia que “os louros dessa memoravel pugna couberam, mui justamente aos nossos patricios que tiveram, assim, o justo premio dos esforços despendidos e da abnegação com que sempre lutaram em defesa das cores nacionais” (O Jornal, Rio de Janeiro, 24 de outubro de 1922, p. 7)..
Não foram apenas o público e a imprensa aqueles a comemorar o feito e a celebrar a seleção de futebol como verdadeiros “heroes” da nação. O deputado Benjamim Barroso propôs o pagamento de um prêmio de 50:000$000 a ser dividido entre os jogadores, valor equivalente à renda do jogo contra os paraguaios [7]. A proposta, aprovada no Congresso Nacional, tinha em seu texto introdutório, a demonstração das justificativas para tal medida. Os deputados consideravam que os vencedores do torneio “realizado no Centenario da Independencia, se esforçaram, conservando-se adstrictos aos preceitos desportivos, pelo renome da nossa gente” (A Noite, Rio de Janeiro, 23 de outubro de 1922, p. 3; Diário de Pernambuco, 24 de outubro de 1922, p. 3). O pagamento do prêmio gerou muita polêmica e a imprensa se aproveitou para desfiar muitas críticas ao governo, principalmente através das charges das revistas Careta e A Cigarra. A referência aos 50:000$000 como prêmio para os jogadores foi tratado em tom de escândalo por alguns órgãos de imprensa. O Diário de Pernambuco (24 de outubro de 1922, p. 3) e o jornal carioca A Noite (Rio de Janeiro, 23 de outubro de 1922, p. 3), forte oposicionista do regime, denunciavam a aprovação por parte do Congresso de proposta para o pagamento de prêmio aos atletas que haviam vencido o torneio de futebol..
O escândalo era maior, pois a própria CBD exigia em seus estatutos que todos os atletas fossem amadores para poder representar a seleção brasileira. O valor não era dos maiores. Era menor, por exemplo que a renda de apenas um dos jogos do torneio, entre Brasil e Argentina, em que se obteve, com a venda de ingressos, 54:018$000 (“Os Sports no Centenário”. Correio da Manhã, Rio de Janeiro, 16 de outubro de 1922, p. 3). Cada um dos 15 jogadores ficaria com muito menos do que os dois jangadeiros que fizeram uma viagem marítima do Ceará à Capital e os dois ciclistas gaúchos, que saíram da cidade de São Pedro em suas bicicletas com destino também ao Rio de Janeiro, como forma de celebrar o centenário. Originalmente, o Congresso aprovou 100:000$000 apenas para os jangadeiros, mas o atuante deputado gaúcho Octavio Rocha conseguiu uma emenda ao projeto para a divisão com os atletas gaúchos [8]. Mesmo assim, era um valor elevado a ser dividido entre os jogadores de futebol. Cada um receberia do governo valores que poderiam chegar a ser quase 20 vezes maior do que o salário de um operário da Fábrica América Fabril..
Além desse escândalo, alguns parlamentares passaram a condenar as competições internacionais de futebol, pois estas estariam acirrando rivalidades que extrapolavam o campo e estavam dificultando relações com figuras proeminentes dos países sul-americanos. Brasil e Uruguai disputavam uma cadeira permanente na Liga das Nações e devido aos atritos com a seleção uruguaia, alguns parlamentares brasileiros viram a competição e o acirramento das rusgas entre os dois países como um revés na política internacional do país. O deputado paulista Carlos Garcia apresentava projeto à Câmara proibindo os jogos internacionais no país (“O Projecto Carlos Garcia”. Folha da Noite, São Paulo, 21 de outubro de 1922, p. 3). Em charge de autoria de Belmonte, publicada dias após o jogo entre Brasil e Uruguai, a violência e a confusão entre os jogadores foi o mote para o ilustrador abordar o assunto. Ao lado da República, simbolizada por uma grande mulher e parte da bandeira nacional, tremulavam as bandeiras do Uruguai, Chile e Argentina. Junto ao símbolo da bandeira, um parlamentar em trajes oficiais aponta para dois jogadores ao lado de uma bola de futebol. Um deles está com um pé no pescoço do outro e o político afirma: “O que alguns fazem com as mãos, outros fazem com os pés” (“Fraternidade Sul-Americana”. Careta, Rio de Janeiro, Anno XV, n. 746, 7 de outubro de 1922, p. 30)..
Ainda relacionado ao enfraquecimento das relações externas do país, a mesma revista, uma semana depois, publicava uma charge extremamente significativa. Atrás de um alambrado, supostamente nas gerais, local dos ingressos mais baratos, o personagem do “Jeca” assiste atônito às pernas de um jogador pisotearem com as suas chuteiras uma grande fita em que se lê: “Relações Internacionais” (“Os pés pelas mãos…”. Careta, Rio de Janeiro, Anno XV, n. 747, 14 de outubro de 1922, p. 26). A charge torna-se mais significativa, quando a confrontamos com outras situações em que o personagem é colocado em charges da revista. Neste caso, serve a ilustração do início do ano em que Jeca segura um jornal de ponta-cabeça, com a seguinte manchete: “Setembro de 1922, Cem Annos de Independência!”. Jeca, sentado no sofá, afirma: “É pena eu não saber ler!” (“Um anno de regozijo”. Careta, Rio de Janeiro, Anno XV, n. 708, 14 de janeiro de 1922, p. 21). O espanto de Jeca ao ver o jogador de futebol estragando a política externa do país revela o poder de alcance que o futebol poderia ter entre a população das camadas subalternas. Já sua afirmativa de não saber ler, reverbera a alta taxa de analfabetismo no país. Em 1920, cerca de 65% da população não sabia ler e escrever [9]..
Outras revistas como O Malho e Fon-Fon destacaram a violência com que os jogos estavam sendo disputados. O Malho trazia fotos da seleção brasileira nas páginas da revista acompanhadas da legenda: “O glorioso ‘team’ Brazileiro, vencedor da Argentina, por 2x0 domingo ultimo”. No entanto, a capa dessa mesma edição trazia a ilustração de dois torcedores saindo do estádio como se fosse um campo de batalhas, cheio de jogadores feridos pelo caminho. Na legenda, um torcedor conversa com o outro, sob o título “O Score e as Soturas”: 
— Então, doutor? Gostou do jogo? Bello resultado!
— É verdade. Dez pontos contra quinze na testa de cada um.
(O Malho, Rio de Janeiro, 21 de outubro de 1922, capa). 
Muitos periódicos de oposição ao governo, além de cronistas e ilustradores que não concordavam com o projeto de nação através do futebol, se expressaram através da grande imprensa. Mesmo assim, a maioria dos jornais de oposição mantiveram o tom de apoio e celebração à seleção brasileira. No dia seguinte à conquista, na Gazeta de Notícias, um dos periódicos de maior oposição ao governo, o cronista ressaltava que as milhares de pessoas que assistiram à partida gritavam: “Salve o Brasil – campeão de terra e mar” devido aos títulos do futebol, remo e polo aquático. No entanto, dedicava algumas linhas à “grande Republica Argentina, como o mais sincero agradecimento do povo brasileiro” em alusão à vitória da desclassificada seleção argentina sobre o Paraguai que deu chances do Brasil não ser eliminado do torneio. Dessa maneira, o periódico, também contestador do governo, tentava minimizar a vitória brasileira (Gazeta de Notícias, Rio de Janeiro, 24 de outubro de 1922, p. 6)..
Outras críticas aparecem nas charges das revistas A Cigarra e Careta. O envolvimento de parlamentares com o futebol foi tão grande que a revista paulista A Cigarra, ainda antes da vitória brasileira, publicou duas charges em sua edição de 15 de outubro de 1922, ironizando tal relação. O autor das ilustrações foi o caricaturista Belmonte (Benedito Bastos Barreto), que analisou constantemente os “problemas da nação, a partir das percepções sobre os políticos e as ações que se relacionavam aos seus cidadãos e que afetavam as suas vivências cotidianas” (Silva, 2007: 167). Neste trabalho, Zélia Lopes da Silva observou uma charge de Belmonte desta edição da revista que mostrava o público do Teatro Municipal muito bem vestido e dormindo. No entanto, não prestou atenção em duas charges de Belmonte que relacionavam justamente percepções de políticos proeminentes do país com o futebol ou às ações deste esporte, que definitivamente afetava a vida das pessoas no Rio de Janeiro e em São Paulo..
As duas caricaturas da revista ironizavam situações de sobrevalorização dos jogadores e da seleção brasileira como representantes da nação, por jogarem em nome da pátria. Na primeira delas, com o título tão sugestivo quanto provocador “É o que está faltando…”, quatro jogadores da Seleção Brasileira, todos machucados, com muletas e faixas de curativos pelo corpo, indagavam uma figura feminina, que representava a República brasileira, com os seguintes dizeres: “E agora o que queremos é uma pensão vitalicia; porque, afinal, fomos feridos em ‘defesa da Patria’!” (Gazeta de Notícias, Rio de Janeiro, 24 de outubro de 1922, p. 8). Belmonte ironizava a discussão no parlamento sobre a premiação em dinheiro para os jogadores “amadores” brasileiros e a associação dos jogos como guerra em defesa da pátria. 
Poucas páginas adiante, a crítica foi direcionada ao governo e ao seu envolvimento com o futebol. Na charge com o título “Os Novos Ministérios”, aparece o gabinete presidencial, com Epitácio Pessoa sentado à mesa e seu assessor a chutar funcionários para fora da sala. Em quadro pendurado na sala, havia o anúncio do expediente a ser cumprido naquele departamento, avisando que do meio-dia às duas da tarde, estariam “off-side” em alusão ao horário do almoço. A lata de lixo ao lado da mesa do Presidente tinha uma placa escrita “goal” e à sua frente um jogador da seleção perguntava: “Por que o governo não cria um ministerio do Futebol? Não seria mais util que qualquer outro?” (Gazeta de Notícias, Rio de Janeiro, 24 de outubro de 1922, p. 25)..
Belmonte ironizou a seleção – através da figura de Ruy Barbosa, um defensor da nação – e o vínculo dos brasileiros com a causa patriótica. O político encontrava-se gravemente doente, à beira da morte e já era tratado como herói nacional, pois “em suas campanhas políticas, suas derrotas eleitorais foram compensadas simbolicamente pela inaudita aclamação das ruas” (Gonçalves, 2000: 135). Na edição seguinte, Belmonte publica uma charge sob o título “Domínio do Futebol”. No desenho, o franzino Ruy Barbosa bate bola com um atlético jogador da Seleção Brasileira. Na legenda, antes da conversa do jogador com o político, uma nota com os seguintes dizeres: “Um jornal declarou, há dias, que sem o esporte não haverá patriotismo, e que a força physica de um povo é o que faz a grandeza de uma nação”. Abaixo da citação, o discurso do jogador da seleção brasileira:
“E ainda falam em talento! Qual, historia! Ruy, para ser grande e patriota, tem de correr num campo de futebol!” (“O Domínio do Futebol”. A Cigarra, São Paulo, Anno XX, n. 195, 1 de novembro de 1922, p. 26).
Dias antes, na revista Careta, o ilustrador já havia publicado uma charge com o título
“Aos Livros!”. A República, na figura de uma mulher gigante, tinha a seu lado Ruy Barbosa.
A República, com uma mão na cabeça do pequeno e franzino Ruy Barbosa, oferece com a outra um livro a três jogadores de futebol, ainda menores que Ruy, que estão abraçados. Com o gesto afirma: “Meus filhos! Nada de exageros! Lembrai-vos que a grandeza de uma nação não está nos musculos dos seus athletas, mas na intelligencia de seus intelectuaes!” (Careta, Rio de Janeiro, 28 de outubro de 1922, p. 11). Assim, através do humor e, driblando possíveis censuras, a ironia de um projeto de nação alicerçado nas vitórias da seleção brasileira de futebol é confrontada com um projeto fundado em bases educacionais, como o de Ruy Barbosa.
O jornal paulista Folha da Noite foi outro que não teve um discurso tão alinhado com a celebração da nação através da seleção de futebol e de seus jogadores. As glórias, quando colocadas, penderam para os jogadores que representavam clubes de São Paulo. Os jornalistas paulistas não se conformavam, por exemplo, com a eliminação do atacante Friendenreich, herói do título Sul-Americano de 1919, após os dois primeiros empates da seleção. O cronista do periódico encarou o fato como desrespeito ao futebol paulista, e afirmava, “sem procurar desmerecer do esforço dos cariocas do quadro”, que “as maiores honras e as maiores glórias cabem por certo aos elementos de cá [de São Paulo]”. Além de exaltar os gols marcados na final por Neco e Formiga, jogadores de clubes de São Paulo, o cronista colocava em evidência ainda a vitória do remador paulista José Ferreira no Campeonato Brasileiro de Rowing como prova da “força, da vontade e do adeantamento paulistas”. Dessa forma, ironizava um suposto projeto da CBD, com sede no Rio de Janeiro, de “elevar o esporte brasileiro, prejudicando o de São Paulo” (Folha da Noite, São Paulo, 24 de outubro de 1922, p.3)..
No Rio de Janeiro, Lima Barreto foi uma das vozes dissonantes desse projeto nacional ligados aos esportes e especialmente ao futebol. Em janeiro de 1922, o autor já denunciava em suas crônicas na popular Careta a supervalorização que alguns intelectuais, diretores de redação de jornais e revistas e a população em geral davam às competições esportivas internacionais. Segundo Lima Barreto: O Brazil, ao acreditar em semelhante pessoal, ficará celebre no mundo, desde que ganhe campeonatos internacionaes dessas futilidades todas. E, sendo assim, em breve apparecerá um Camões ou um Homero para rimar uma epopéa em louvor desses heróes esforçados, que nada fizeram para o beneficio commum; mas que são glorias do Brazil (Lima Barreto. “As Glorias do Brasil”. Careta, Rio de Janeiro, Anno XV, N. 107, 7 de janeiro de 1922, p. 19)..

## Tabela
- 17 de setembro -  Brasil 1-1  Chile
- 23 de setembro -  Uruguai 2-0  Chile
- 24 de setembro -  Brasil 1-1  Paraguai
- 28 de setembro -  Argentina 4-0  Chile
- 1 de outubro -  Brasil 0-0  Uruguai
- 5 de outubro -  Paraguai 3-0  Chile
- 8 de outubro -  Uruguai 1-0  Argentina
- 12 de outubro -  Paraguai 1-0  Uruguai
- 15 de outubro -  Brasil 2-0  Argentina
- 18 de outubro -  Argentina 2-0  Paraguai

## Jogo desempate
- 22 de outubro -  Brasil 3-0  Paraguai

O Time campeão: Kuntz, Palamone, Bartó, Amílcar Barbuy, Fortes, Formiga, Neco, Heitor, Tatu, Rodrigues e Arthur Friedenreich T: Arthur Antunes de Moraes "Laís".

## Classificação
| Equipes      | Jogos | Vitórias | Empates | Derrotas | Gols Pró | Gols Contra | Saldo de Gols |
| 1) Brasil    | 5     | 2        | 3       | 0        | 7        | 2           | 5             |
| 2) Paraguai  | 5     | 2        | 1       | 2        | 5        | 4           | 1             |
| 3) Uruguai   | 4     | 2        | 1       | 1        | 3        | 1           | 2             |
| 4) Argentina | 4     | 2        | 0       | 2        | 6        | 3           | 2             |
| 5) Chile     | 4     | 0        | 1       | 3        | 1        | 10          | -9            |

### Artilheiros

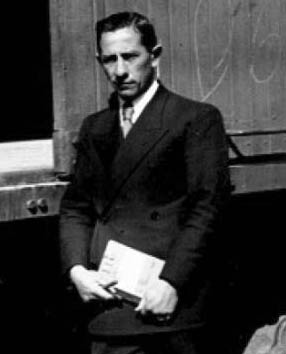
Juan Francia foi o artilheiro do torneio.

4 gols
- Juan Francia

2 gols
- Amilcar
- Formiga
- Neco
- Gerardo Rivas

1 gol
- Ángel Chiesa
- José Gaslini
- Tatú
- Manuel Bravo
- Carlos Elizeche
- Luis Fretes
- Ildefonso López
- Julio Ramírez
- Felipe Buffoni
- Juan Carlos Heguy
- Antonio Urdinarán

### Assistências
2 assistências
- Neco

1 assistência
- Varas
- Pascual Somma
- Junqueira
- Gerardo Rivas
- Benítez
- Manuel Schaerer
- Otero
- Capdevila
- Heitor
- Pascual Rivet
- Palamone

Fontes: Big Soccer 